# Ninalaid
Ninalaid est une île d'Estonie, en mer Baltique.

## Géographie
Elle se situe à proximité de la côte Nord-Ouest d'Hiiumaa et de Külalaid. 